# Artizon Museum
L'Artizon Museum è un museo giapponese che si trova in 10- Kyobashi Chuo-ku a Tokyo.
Il museo espone opera di: Henri Matisse, Claude Monet, Henri Rousseau, Paul Signac, Alfred Sisley, Maurice Utrillo, ecc.

## La storia
Il museo, con il nome di Bridgestone Museum of Art, è stato inaugurato nel 1952 dal collezionista ed imprenditore Shojiro Ishibashi, con l'intento di creare una collezione d'arte occidentale. Il Bridgestone Museum of Art è stato chiuso dal maggio 2015 e poi riaperto nel 2018 come nuovo museo con il nome di Artizon Museum.

## Le opere maggiori
Henri Rousseau
- Libertà, 1906